# Hokkarahalli, Malavalli
Hokkarahalli là một làng thuộc tehsil Malavalli, huyện Mandya, bang Karnataka, Ấn Độ.